# 알베르트 앙커
알베르트 자무엘 앙커(독일어: Albert Samuel Anker, 1831년 4월 1일 ~ 1910년 7월 16일)는 스위스의 화가이자 삽화가로, 19세기 스위스 사회생활을 지속적으로 묘사하여 스위스의 "국민 화가"로 불렸다.